# 맥스웰의 도깨비
맥스웰의 도깨비(영어: Maxwell's demon) 또는 맥스웰의 악마는 스코트랜드의 물리학자 제임스 클러크 맥스웰이 1871년 한 사고 실험으로, 열역학 제2법칙을 위반하는 것이 가능한가에 대한 사고 실험이다.

## 맥스웰의 사고 실험
열역학 제2법칙은 같은 온도를 갖는 두 물체가 자발적으로 서로 온도가 달라지는 것(하나는 온도가 높아지고, 하나는 온도가 낮아지는 것)은 불가능하다고 한다. 통계학적으로 불가능하기 때문이다(이때 두 물체는 서로 접촉해 있고 외부로부터는 고립되어 있다). 다시 말해서, 열역학 제2법칙은 고립계의 엔트로피는 결코 감소하지 않는다는 것이다.
1871년 맥스웰은 '열의 이동'이라는 책에서 다음과 같이 그의 사고 실험을 기술하였다.
너무 뛰어난 어떤 존재, 그래서 모든 분자의 움직임을 전부 알 수 있는 그런 존재를 생각해보자. 그 존재는 우리에게 불가능한 일도 할 수 있을 것이다. 우리가 균일한 온도의 공기로 차있는 통 안의 여러 분자가 움직이는 것을 본다면 각 분자의 속도는 결코 균일하지 않을 것이다. 비록 많은 수의 분자를 취해서 각 무리의 평균속도를 낸다면 균일하지만 말이다. 이제 그 통을 A와 B 두 부분으로 나누는 것을 가정해보자. 그 사이에는 작은 구멍이 있다. 그리고 그 존재(각각의 분자를 모두 볼 수 있는)는 이 구멍을 열었다 닫는다. 빠르게 움직이는 쪽은 A에서 B로 가게 하고 느리게 움직이는 쪽은 B에서 A로 가게 한다. 그 존재는 즉 일의 지출 없이 B쪽의 온도를 높이고 A쪽의 온도를 낮추는 것이다. 이는 열역학 제2법칙에 위배된다.

맥스웰의 도깨비의 개념도

맥스웰은 같은 온도의 기체로 차 있고 서로 옆에 있는 A와 B 두 방을 상상했다. 작은 '도깨비'가 두 방의 분자들을 보면서 그 문을 지키고 있다. 기체 분자들의 평균 속력보다 빠른 큰 분자가 A방에서 문 쪽으로 오면 도깨비는 문을 열어 B방으로 넘어가게 한다. 같은 방식으로 B방에서는 느린 분자를 A방으로 이동시킨다. 이런 식으로 충분한 시간이 지나면, B방의 기체 분자들의 평균속력은 증가하고 A방보다 커진다. 평균분자속력은 온도와 일치하므로 A방은 온도가 낮아지고 B방은 높아진다. 이는 열역학 제 2법칙에 위배된다.

## 비판과 발전
맥스웰의 사고 실험은 출판된 이래 물리학자들의 골칫거리였다.
맥스웰은 옳은가? 그러한, 그가 기술한 도깨비가 제 2법칙을 실제로 깰 수 있는가?
몇몇 물리학자들이 더 심도있는 분석을 한 결과, 열역학 제2법칙은 깨지지 않는다고 결론지었다. 물리학자들의 분석의 핵심은 도깨비가 분자를 분류하면서, 감소하는 엔트로피보다 더 많은 엔트로피를 만들어 낼 수밖에 없다는 것이다. A와 B 사이의 온도 차이로 생긴 에너지보다 분자의 속력을 측정하고 기체 분자를 선택적으로 A와 B 사이의 문을 통과하게 만드는 데에 더 많은 일이 든다.
이 물음에 대한 가장 유명한 답변은 1929년 Leó Szilárd가 제안했고 그 후에는 Léon Brillouin가 했다. Szilárd는 지적하기를, 실제 세계에서 맥스웰의 도깨비는 분자의 속력을 측정하는 수단이 필요하고 정보를 수집하는 행동은 에너지를 소모한다고 하였다. 열역학 제 2법칙은 고립계의 총 엔트로피는 증가해야만 한다고 진술한다. 도깨비는 기체와 상호작용하기 때문에 우리는 반드시 기체와 도깨비를 함께 포함하는 계(system)의 엔트로피를 고려해야 한다. 도깨비에 의한 에너지 지출은 도깨비의 엔트로피 증가를 낳고, 이것은 기체의 줄어든 엔트로피보다 클 것이다. 예를 들면 만약 도깨비가 플래시 빛을 사용하여 분자의 위치를 파악한다면 플래시의 건전지는 낮은 엔트로피를 가진 장치이고 화학작용이 일어날 것이다. 건전지의 에너지는 광자를 제거하는 데 쓰인다(광자의 엔트로피도 계산되어야 한다). 그리고 건전지의 엔트로피도 증가할 것이고, 증가된 엔트로피는 기체의 줄어든 엔트로피보다 클 것이다.
Szilárd의 통찰은 1982년 Charles H. Bennett가 확장시켰다. 1960년 Rolf Landauer는 어떠한 측정 방법에 있어 만약 그 측정 방법이 열역학적으로 가역적인 방법이라면 열역학적 엔트로피의 증가가 필요하지 않음을 알았다. 이것은 또한, 열역학적 엔트로피와 정보 엔트로피 사이의 관계로 인해, 기록된 측정은 지워져선 안 됨을 뜻한다. 다른 말로 하면 문의 어느 쪽에 분자가 있어야 하는지 결정하기 위해, 도깨비는 분자의 상태에 관한 정보를 저장해야 된다는 뜻이다. 그러나 Bennett는 도깨비의 정보 저장공간은 꽉 찰 것이고 전에 모았던 정보를 지우기 시작해야만 한다는 것을 보여주었다. 정보를 지운다는 것은 열역학적으로 비가역적인 과정이고 계의 엔트로피를 증가시킨다.
간단히 말하면, 도깨비가 어떤 방식으로 기체 분자를 분류하더라도 분자를 구별하여 문을 열고 닫는 행동은 일이고 에너지를 필요로 한다. 그러나 이 설명은 도깨비의 개념이 기술되지 않았고, 도깨비가 아래와 같이 일을 할 수도 있다는 점을 볼 때 불충분하다.

## 적용
실제 생활에 있어서 이 도깨비와 같은 일들이 일어난다. 그러나 '실제의 도깨비'는 그들이 엔트로피를 낮추는 일을 하는 만큼 다른 곳에서 엔트로피가 증가하여 균형이 맞는다.
입자물리학자가 쓰는 '단일 원자 덫'은 맥스웰의 도깨비와 유사한 개개의 양자의 상태를 조절하는 실험이다.
분자 크기 규모에서의 기전은 생물학외에는 더 발견되지 않았다. 이것은 또한 요즘 뜨는 나노기술 분야의 주제이기도 하다.
큰 규모이면서 상업적으로 이용할 수 있는 공기 장치인 'Ranque-Hilsch vortex tube '는 찬 기체와 뜨거운 기체를 분리시킨다. 이 장치는 각모멘텀(angular momentum)의 보존을 이용해서 분자를 분류한다. 뜨거운 분자는 튜브의 바깥쪽에서 돌게되고, 찬 분자는 튜브의 더 가까이에서 회전한다. 두 다른 온도에서 회전하는 가스는 각각 튜브의 반대편 끝으로 배출된다. 이것이 비록 온도의 차이를 만들지라도 이렇게 하는 에너지는 튜브 속에서 기체를 움직이는 압력이 공급한 것이다.
만약 그림자 물질(shadow matter, mirror matter)이 존재한다면 도깨비가 제2종영구기관처럼 움직이는 것을 볼 수 있을 것이다. 하나의 저장소에서 열에너지를 끌어내어서, 일하는 데 그 열에너지를 사용한다. 물론 나머지 세계와는 고립되어 있는 상태로 그렇게 한다. 그러나 제2법칙은 깨지지 않는다. 왜냐하면 도깨비는 그들의 엔트로피 비용을 숨겨진 그림자 물질에 지불하기 때문이다. 즉, 그림자 물질의 양자를 제거한다.

## 맥스웰의 도깨비에 근거한 실험 작업
'네이쳐'지 2007년 2월 1일자에 David Leigh 에딘버러 대학의 교수는 이 사고실험에 근거한 나노장치를 만들었다고 발표했다. 이 장치는 평형상태로부터 화학계를 구동시킬 수 있다. 하지만 이 장치는 반드시 외부 에너지원으로 구동되고(여기서는 빛) 그러므로 열역학을 위반하지 않는다.
전에 다른 연구자들은 반지 모양의 분자를 만들었다. 이 분자는 두 곳(A와 B라 불리는)을 연결하는 축에 놓일 수 있다. 두 곳에서 온 입자는 반지 안에서 부딪히고 끝에서 끝으로 움직인다. 만약 이런 장치를 모아 크게 만들어 계에 놓으면, 어떤 모멘트가 주어지더라도, 그 중 절반은 A쪽에 그중 절반은 B쪽에 반지를 갖는다.
Leigh는 축을 약간 바꿨다. 장치에 빛이 비춰지면 축의 중심부는 두꺼위지고 그러면 반지의 움직임이 제한된다. 이것이 A쪽에 있다면 이것은 단지 반지가 움직이는 것을 막아준다. 그래서 시간이 지나면 반지는 B쪽에서 A쪽으로 부딪혀 멈출 것이다. 이것은 계에 불균형을 만든다. 이 실험에서 Leigh는 '수십억 개의 장치'를 50:50의 평형상태에서 70:30의 불균형상태로 몇 분만에 만들었다.

## 애덤스와 역사적 은유로서의 도깨비
역사학자 헨리 애덤스는 '역사에 적용되는 위상의 법칙(The Rule of Phase Applied to History)'이라는 그의 수고에서 맥스웰의 도깨비를 역사적 은유로서 사용하려는 시도를 하였다. 비록 그가 이 법칙을 잘못 이해하고 적용하는 것처럼 보였지만 말이다. 애덤스는 역사를 '평형'을 향해 나아가는 과정으로 보았다. 그는 군국주의 국가(그는 독일을 이런 부류로 느꼈다)는 이 과정(역사의 맥스웰의 도깨비)에 역행하는 것으로 간주했다. 그는 과학적인 동료들에게서 재기된 그에 대한 비판에 응답하려고 여러번 시도했다. 그러나 1918년 그가 죽음으로써 그의 작업은 미완성으로 남았고 단지 사후에 출판되었을 뿐이다.

## 대중문화에 나오는 맥스웰의 도깨비
- 소설 제49호 품목의 경매 (토마스 핀천)
- 이 테마를 다룬 과학소설 작가 : 스타니스와프 렘, 아이작 아시모프, 래리 니븐
- 만화 오! 나의 여신님 (후지시마 쿄스케)
- 게임 맥스 페인2
- 음악 밴드 'Maxwell Demon'
- 애니메이션 엘 카자도
- 다음 웹툰 블랙 베히모스
- 라이트 노벨 문제아들이 이세계에서 온다는 모양인데요?
- 영화 'Velvet goldmine'의 주인공 브라이언 슬레이드의 페르소나 이름(Maxwell Demon)
- 페이트 그랜드 오더

## 같이 보기
- 촉매 반응
- 증발
- 기브스 역설
- 홀 효과
- 줄-톰슨 효과
- 라플라스의 도깨비
- 열역학 법칙
- 질량 분석법
- 광전 효과
- 터널 효과
- 슈뢰딩거의 고양이
- 열역학 제2법칙
- 열전자 방출
- 보텍스 튜브

1. ↑  Cargill Gilston Knott (1911). 〈Quote from undated letter from Maxwell to Tait〉. 《Life and Scientific Work of Peter Guthrie Tait》. Cambridge University Press. 213–215쪽.
2. ↑  KIST (2015년 4월). “융합연구리뷰 2015 April|vol.1|no.1” (PDF). 한국과학기술연구원융합연구정책센터. 2025년 5월 16일에 확인함.